# Johan Braeckman
Johan Braeckman (Wetteren, 1965) is een Vlaamse filosoof. Tot 2024 was hij gewoon hoogleraar wijsbegeerte aan de Universiteit Gent, mede-oprichter van De Maakbare Mens en redactielid van Wonder en is gheen Wonder, het tijdschrift van SKEPP. Braeckman was van 2003 tot 2008 bijzonder hoogleraar aan de Universiteit van Amsterdam. In 2009 bekleedde hij de leerstoel Willy Caelewaert aan de VUB. Hij gaf gastcolleges aan de Rutgers-universiteit (VS) en diverse andere wetenschappelijke instellingen. Tijdens het academiejaar 2024-2025 is hij gastprofessor aan de Vrije Universiteit Brussel.

## Levensloop
Johan Braeckman studeerde wijsbegeerte aan de Universiteit Gent en menselijke ecologie aan de Vrije Universiteit Brussel. In 1993-1994 studeerde hij Environmental History en Human Ecology aan de Universiteit van Californië - Santa Barbara. In 1997 promoveerde hij tot doctor in de wijsbegeerte aan de Universiteit Gent op het proefschrift De natuurlijke orde tussen noodzaak en toeval, welwillendheid en vijandschap, ontwerp en evolutie: de darwinistische transitie. Zijn promotor was professor Etienne Vermeersch, van wie hij later assistent werd.
Vanaf 1998 is hij als hoogleraar verbonden aan de vakgroep Wijsbegeerte & Moraalwetenschap, Universiteit Gent. Zijn vakgebied is de wijsgerige antropologie. Zijn onderzoek spitst zich toe op de wijsgerige problemen verbonden aan de levenswetenschappen, in het bijzonder de evolutietheorie en de neurowetenschappen.
In 2001 verscheen zijn boek Darwins moordbekentenis. De ontwikkeling in het denken van Charles Darwin. Behalve artikelen in vakbladen publiceerde hij, als auteur, co-auteur en editor, ook boeken over bio-ethiek, toegepaste ethiek, milieufilosofie, kritisch denken en culturele aspecten van de wetenschappen.
In 2003 werd hij door het bestuur van de Nederlandse humanistische stichting Socrates voor vijf jaar benoemd tot bijzonder hoogleraar op het gebied van de 'Filosofie en ethiek in de levenswetenschappen vanuit humanistisch perspectief' bij de Faculteit der Natuurwetenschappen, Wiskunde en Informatica van de Universiteit van Amsterdam.
Braeckman was tevens voorzitter van De Maakbare Mens, een humanistische organisatie die het publiek kritisch en correct wil informeren over medische en biotechnologische ontwikkelingen, en die onder meer lezingen en debatten organiseert om de maatschappelijke en ethische discussies rondom deze ontwikkelingen te stimuleren. Hij nam eveneens het voorzitterschap waar van het Fonds Lucien de Coninck, een vereniging die zich inspant om, in de geest van wijlen professor Lucien de Coninck, bioloog en humanist, hoogstaand wetenschappelijk en wijsgerig onderzoek te stimuleren binnen de levenswetenschappen. Verder is hij redactielid van Wonder en is gheen wonder, het tijdschrift van de sceptische organisatie SKEPP.
Begin 2008 nam creationisme- en Darwinspecialist Johan Braeckman aan de UGent het initiatief om de Vlamingen beter voor te lichten over creationisme en intelligent design.
In 2016 reisde Braeckman voor het Canvas-programma De herontdekking van de wereld in de voetsporen van de Amerikaanse psycholoog Stanley Milgram.
Johan Braeckman schreef voor Confituur en naar aanleiding van de maand van de filosofie in april 2017 een uniek essay over de mens als verhalend wezen, een eigenschap die onlosmakelijk met onze natuur verbonden lijkt: Er was eens - over de mens als vertellende aap. Het coverbeeld is van de hand van zijn partner Gwenny Cooman.
In november 2017 presenteerde Johan Braeckman het programma Dat Had Je Gedacht van Human (omroep) op NPO 2, over de rol van denkfouten in het dagelijks leven.
Voor het Vlaamse Humanistisch Verbond maakt hij sinds 2022 het boekenprogramma "De Gedachtestreep". 
In 1999 was hij laureaat van de Prijs prof. Lucien De Coninck.
In 2013 kreeg Johan Braeckman de loopbaanprijs van de Koninklijke Vlaamse Academie van België voor wetenschappen en kunsten.
In 2019 ontving hij de prijs Vrijzinnig Humanisme.
In 2022 werd Johan Braeckman tot atheïst van het jaar benoemd door de vrijdenkersbeweging De Vrije Gedachte in Nederland.
In 2022 kreeg Johan Braeckman de prijs voor het vrije denken van de Maeckelberghe foundation in België.
Braeckman is vegetariër op ethische gronden.

## Publicaties

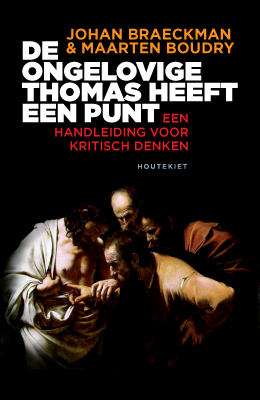
Cover De ongelovige Thomas heeft een punt.

- Copyright - Een bio-ethisch essay - Katrien Devolder en Johan Braeckman - Universitaire Pers Leuven 2001 - ISBN 90-5867-154-2
- Darwins Moordbekentenis - De ontwikkeling van het denken van Charles Darwin - Johan Braeckman - Uitgeverij Nieuwezijds 2001 - ISBN 90-5712-125-5
- Ethiek van DNA tot 9/11 - Johan Braeckman, Bert de Reuver en Thomas Vervisch (red.) - Amsterdam University Press 2005 - ISBN 90-5356-753-4
- De rivier van Herakleitos. Een eigenzinnige visie op de wijsbegeerte - Etienne Vermeersch en Johan Braeckman - Houtekiet 2008
- Kritisch denken. Hoorcollege over het ontwikkelen van heldere ideeën en argumenten. (audio-cd of MP3) - Johan Braeckman - Home Academy 2011, Nederland - ISBN 9789085300731
- Goed, beter, best? Over de maakbaarheid van de mens. - Johan Braeckman, Aeneas De Baets, Johan Declercq, Ignaas Devisch, Marjan Joris en Liesbet Lauwereys (red.) - Academia Press 2011 - ISBN 9789038217123
- Darwin en de evolutietheorie. Een hoorcollege over zijn leven, denken en de gevolgen van zijn werk. (audio-cd of MP3) - Johan Braeckman - Home Academy 2010, Nederland - ISBN 9789085300847
- The Moral Brain. Essays on the Evolutionary and Neuroscientific Aspects of Morality. - Jan Verplaetse, Jelle De Schrijver, Sven Vanneste en Johan Braeckman (eds.) - Springer 2009 - ISBN 9781402062865
- De ongelovige Thomas heeft een punt. Een handleiding voor kritisch denken van Johan Braeckman en Maarten Boudry, verkozen tot 'Liberales-boek van het jaar 2011'. - Houtekiet - ISBN 9789089241887
- Fascinerend leven. Markante figuren en ideeën uit de geschiedenis van de biologie - Linda Van Speybroeck en Johan Braeckman - Academia Press 2013
- Recht maken wat krom is?, Een hoorcollege over bio-ethiek - Johan Braeckman - Home Academy 2015, Nederland - ISBN 9789085301370
- Valkuilen van ons denken, Een hoorcollege over de kracht van kritisch denken - Johan Braeckman - Home Academy 2017, Nederland - ISBN 9789085301691
- Arthur Conan Doyle. Een hoorcollege over zijn leven, werk en zijn creatie Sherlock Holmes - Jean Paul Van Bendegem, Johan Braeckman en Vitalski - Home Academy 2017, Nederland
- Verlichting vandaag. Een hoorcollege over verlichtingsfilosofie in multidisciplinair en hedendaags perspectief - Johan Braeckman, Herman Philipse, Ronald Commers, Koen| Lemmens, Ivan Van de Cloot, Tinneke Beeckman, Patrick Loobuyck - Home Academy 2019, Nederland
- Er was eens - over de mens als vertellende aap - Johan Braeckman - Confituur 2017 - ISBN 9789089245892
- Etienne Vermeersch - Nagelaten geschriften - Johan Braeckman en Dirk Verhofstadt - Houtekiet 2019 - ISBN 9789089247537
- Frankenstein. Een hoorcollege over Mary Shelley's creatie in wetenschaps- en cultuurhistorisch perspectief - Jean Paul Van Bendegem, Johan Braeckman en Vitalski - Home Academy 2019, Nederland
- Dirk Verhofstadt in gesprek met Johan Braeckman, een zoektocht naar menselijkheid (deel 1) - Dirk Verhofstadt en Johan Braeckman - Houtekiet 2021 - ISBN 9789089249784
- Van mythen tot Socrates, Een hoorcollege geschiedenis van de westerse wijsbegeerte, van 3.000 tot 400 v.C. - Johan Braeckman - Home Academy 2022, Nederland - ISBN 9789085302353
- Edgar Allan Poe, Een hoorcollege over zijn leven, ideeën en werk - Jean Paul Van Bendegem, Johan Braeckman en Vitalski - Home Academy 2022, Nederland - ISBN 9789085302384
- Van Plato tot Sextus Empiricus, Een hoorcollege geschiedenis van de westerse wijsbegeerte, van de 4e eeuw v.C. tot de 3e eeuw n.C. - Johan Braeckman - Home Academy 2022, Nederland - ISBN 9789085302414
- Ezelsoren, Kanttekeningen bij moeilijke kwesties - Johan Braeckman - Houtekiet 2022 - ISBN 9789089244970
- Leve het goede leven! Humanisme voor iedereen – Johan Braeckman en Gwenny Cooman – ASP 2023
- Van Euclides tot Augustinus, Een hoorcollege geschiedenis van de westerse wijsbegeerte, van de 3e eeuw v.C. tot de 6e eeuw n.C. - Johan Braeckman - Home Academy 2023, Nederland - ISBN 9789085302506
- Lewis Carroll, Een hoorcollege over zijn leven en oeuvre - Jean Paul Van Bendegem, Johan Braeckman en Vitalski - Home Academy 2024, Nederland - ISBN 9789085302582
- Van Boëthius tot Pico della Mirandola, Een hoorcollege geschiedenis van de westerse wijsbegeerte, van de 6e tot de 16e eeuw - Johan Braeckman - Home Academy 2024, Nederland - ISBN 9789085302636
- De elementaire Sherlock. De beste verhalen van Sherlock Holmes (Arthur Conan Doyle), gekozen en geannoteerd door Jean Paul Van Bendegem, Johan Braeckman en Don Vitalski - Houtekiet, 2024 - ISBN 978-90-5240-936-8
- Van Cusanus tot Montaigne, Een hoorcollege geschiedenis van de westerse wijsbegeerte, van de 15e eeuw tot de 17e eeuw - Johan Braeckman - ISBN 9789085302759
- Aldo Leopolds poëtica en de ecologie als wetenschap - woord vooraf bij Aldo Leopold, Denken als een berg - Noordboek 2025 - ISBN 9789464712438
- Ludwig Feuerbachs eerherstel aan de mens - woord vooraf bij Ludwig Feuerbach, Het wezen van het christendom - Damon, 2025 - ISBN 9789463404259

- Gemeinsame Normdatei: 136072925
- International Standard Name Identifier: 0000 0000 7881 7978
- Library of Congress Control Number: n98103802
- Nationale Bibliotheek van Israël: 987007384198905171
- Nederlandse Thesaurus van Auteursnamen: 162624964
- Système universitaire de documentation: 255601093
- Virtual International Authority File: 242994240
- WorldCat: E39PBJyRDhKHrVpXj9TcBHcF8C